# Abbaye de Vierzehnheiligen
 (mai 2024).
L'abbaye de Vierzehnheiligen est une abbaye franciscaine près de la basilique de Bad Staffelstein.

## Histoire
En 1839, les franciscains de la province bavaroise sont chargés par Louis Ier de Bavière de prendre en charge le sanctuaire. De 1744 à la sécularisation en 1803, elle état gérée par les cisterciens.
En plus du monastère, il y a un couvent de sœurs franciscaines. En 1890, le père Peter Natili crée un établissement de soins à Munich qui est pris en charge ensuite par le Tiers-Ordre franciscain et dont le siège se trouve à Vierzehnheiligen. En 1921, cette communauté est reconnue ecclésiastique.